# Vincent Lau Wan-yau
Vincent Lau Wan-yau (chinesisch 劉允祐; * 23. September 1996) ist ein Radrennfahrer aus Hongkong, der auf Straße und Bahn aktiv ist.

## Sportlicher Werdegang
Lau gehört seit Oktober 2015 der Auswahlmannschaft des Hong Kong Sports Institute (HKSI) an und fuhr mit diesem Rennen in Asien, lange Zeit jedoch ohne vordere Resultate. Bei den Asienmeisterschaften 2019 gehörte er zur Hongkonger Mannschaft, die die Bronzemedaille im Mannschaftszeitfahren gewann.
Seine besten Resultate hatte Lau 2022 bis 2024, als er auf Straße und Bahn insgesamt fünf Hongkonger Meistertitel holte; zudem war 2022 bei den chinesischen Meisterschaften und 2023 bei den Asienspielen jeweils Dritter im Einzelzeitfahren. Neben seiner sportlichen Karriere studierte er Gesundheitspädagogik an der Education University of Hong Kong.
2018 und 2022 vertrat er Hongkong bei den Straßenradsport-Weltmeisterschaften. Außerhalb Asiens trat er erstmals 2024 in Erscheinung bei einigen kleineren Rennen in Belgien und Frankreich, um sich auf das olympische Straßenrennen vorzubereiten, in dem er der Vertreter Hongkongs war. Mitte des Jahres wechselte er zum thailändischen Team Roojai Insurance.

## Erfolge
2019
 Asienmeisterschaften – Mannschaftszeitfahren (mit Leung Chun-wing, Burr Ho, Ko Siu-wai, Leung Ka-yu und Mow Ching-yin)
2022
 Hongkonger Meister – Straßenrennen, Einzelzeitfahren
 Hongkonger Meister – Einerverfolgung
2023
 Hongkonger Meister – Einzelzeitfahren
 Asienspiele – Einzelzeitfahren
2024
 Hongkonger Meister – Einzelzeitfahren
 Asienmeisterschaften – Mixed-Staffel
2025
 Asienmeisterschaften – Mixed-Staffel